# 파웰 아봇
파웰 아봇(Paweł Abbott)은 폴란드의 전 축구 선수이다. 그는 요크에서 영국인 아버지와 폴란드인 어머니 사이에서 태어났다.